# Star Trek: Deep Space Nine (knižní série)
Star Trek: Deep Space Nine je knižní série science fiction románů na motivy amerického televizního seriálu Star Trek: Stanice Deep Space Nine (vysílán 1993–1999). Knihy v anglickém originále vydává od roku 1993 americké nakladatelství Pocket Books, díla jsou licencována držitelem autorských práv, filmovým studiem Paramount Pictures. Jedná se o součást rozsáhlého fiktivního univerza Star Treku, Deep Space Nine je dějově zasazena především do 70. let 24. století. Hlavními hrdiny je posádka bajorské vesmírné stanice Deep Space Nine, které velí komandér (a později kapitán) Benjamin Sisko ze Spojené federace planet za pomoci prvního důstojníka, Bajoranky Kiry Nerys.
V Česku byly některé romány vydány mezi lety 2002–2009 nakladatelstvím Laser-books.

## Novelizace epizod
Ze scénářů vybraných epizod seriálu byly pořízeny stejnojmenné románové přepisy. Takto vzniklo celkem šest knih, z nichž čtyři jsou novelizacemi dějově důležitých dvojdílů. Román Trials and Tribble-ations je přepisem běžné epizody, v níž se důstojníci stanice Deep Space Nine dostanou 100 let do minulosti, na Enterprise kapitána Kirka (viz epizoda „Trable s tribbly“). V knize Far Beyond the Stars a stejnojmenné epizodě (v českém dabingu „Tam za těmi hvězdami“) má kapitán Sisko vize od Proroků, v nichž se ocitá ve 20. století. První román Vyslanec je rovněž první knihou číslované řady. Česky vyšly ze šesti novelizací první dvě.
| Český název | Anglický název            | Autor         | Vydáno v USA  | Vydáno v ČR | Překladatel | Nakladatelství v ČR | Televizní epizoda        | Časový rámec děje |
| ----------- | ------------------------- | ------------- | ------------- | ----------- | ----------- | ------------------- | ------------------------ | ----------------- |
| Vyslanec    | Emissary                  | J. M. Dillard | únor 1993     | 2002        | Radim Rouče | Laser-books         | „Poslání“                | 2366, 2369        |
| Hledání     | The Search                | Diane Carey   | listopad 1994 | 2003        | Radim Rouče | Laser-books         | „Pátrání“                | 2371              |
|             | The Way of the Warrior    | Diane Carey   | říjen 1995    |             |             |                     | „Cesta válečníka“        | 2372              |
|             | Trials and Tribble-ations | Diane Carey   | prosinec 1996 |             |             |                     | „Další trable s tribbly“ | 2268, 2373        |
|             | Far Beyond the Stars      | Steven Barnes | duben 1998    |             |             |                     | „Tam za těmi hvězdami“   | 1940, 1953, 2374  |
|             | What You Leave Behind     | Diane Carey   | červen 1999   |             |             |                     | „Co po sobě zanecháš“    | 2375              |

## Číslovaná řada
Knihy číslované řady jsou kratší samostatné romány odehrávající se především v průběhu prvních tří řad seriálu (2369–2372), mezi jeho jednotlivými epizodami. V letech 1993–2000 takto vyšlo celkem 27 knih včetně jedné třídílné minisérie (Rebels), česky byly vydány čtyři romány. Kniha Vyslanec je zároveň novelizací pilotní dvojepizody, román A Stitch in Time se odehrává až po ukončení seriálu, proto je také řazen mezi tzv. „relaunch“ Deep Space Nine.
| Číslo | Český název    | Anglický název             | Autor                                                 | Vydáno v USA  | Vydáno v ČR | Překladatel       | Nakladatelství v ČR | Časový rámec děje |
| ----- | -------------- | -------------------------- | ----------------------------------------------------- | ------------- | ----------- | ----------------- | ------------------- | ----------------- |
| 1     | Vyslanec       | Emissary                   | J. M. Dillard                                         | únor 1993     | 2002        | Radim Rouče       | Laser-books         | 2366, 2369        |
| 2     | Obležení       | The Siege                  | Peter David                                           | květen 1993   | 2002        | Radim Rouče       | Laser-books         | 2369              |
| 3     | Vlastní krví   | Bloodletter                | K. W. Jeter                                           | srpen 1993    | 2008        | Radim Rouče       | Laser-books         | 2369              |
| 4     |                | The Big Game               | Sandy Schofield                                       | listopad 1993 |             |                   |                     | 2369              |
| 5     | Padlí hrdinové | Fallen Heroes              | Dafydd ab Hugh                                        | únor 1994     | 2009        | Jan Pavlík        | Laser-books         | 2370              |
| 6     |                | Betrayal                   | Lois Tilton                                           | květen 1994   |             |                   |                     | 2370              |
| 7     |                | Warchild                   | Esther Friesner                                       | září 1994     |             |                   |                     | 2370              |
| 8     |                | Antimatter                 | John Vornholt                                         | listopad 1994 |             |                   |                     | 2370              |
| 9     |                | Proud Helios               | Melissa Scott                                         | únor 1995     |             |                   |                     | 2370              |
| 10    |                | Valhalla                   | Nathan Archer                                         | duben 1995    |             |                   |                     | 2370              |
| 11    |                | Devil in the Sky           | Greg Cox, John Gregory Betancourt                     | červen 1995   |             |                   |                     | 2370              |
| 12    |                | The Laertian Gamble        | Robert Sheckley                                       | září 1995     |             |                   |                     | 2371              |
| 13    |                | Station Rage               | Diane Carey                                           | listopad 1995 |             |                   |                     | 2371              |
| 14    |                | The Long Night             | Dean Wesley Smith, Kristine Kathryn Rusch             | únor 1996     |             |                   |                     | 2371              |
| 15    |                | Objective: Bajor           | John Peel                                             | červen 1996   |             |                   |                     | 2371              |
| 16    |                | Invasion! #3: Time's Enemy | L. A. Graf                                            | srpen 1996    |             |                   |                     | 2371              |
| 17    |                | The Heart of the Warrior   | John Gregory Betancourt                               | říjen 1996    |             |                   |                     | 2372              |
| 18    | Saratoga       | Saratoga                   | Michael Jan Friedman                                  | listopad 1996 | říjen 2018  | Martina Balatková | Brokilon            | 2372              |
| 19    |                | The Tempest                | Susan Wright                                          | únor 1997     |             |                   |                     | 2372              |
| 20    |                | Wrath of the Prophets      | Peter David, Michael Jan Friedman, Robert Greenberger | květen 1997   |             |                   |                     | 2372              |
| 21    |                | Trial by Error             | Mark Garland                                          | listopad 1997 |             |                   |                     | 2372              |
| 22    |                | Vengeance                  | Dafydd ab Hugh                                        | únor 1998     |             |                   |                     | 2372              |
| 23    |                | The 34th Rule              | Armin Shimerman, David R. George III                  | leden 1999    |             |                   |                     | 2372              |
| 24    |                | Rebels #1: The Conquered   | Dafydd ab Hugh                                        | únor 1999     |             |                   |                     | 2342, 2372        |
| 25    |                | Rebels #2: The Courageous  | Dafydd ab Hugh                                        | únor 1999     |             |                   |                     | 2342, 2372        |
| 26    |                | Rebels #3: The Liberated   | Dafydd ab Hugh                                        | březen 1999   |             |                   |                     | 2342, 2372        |
| 27    |                | A Stitch in Time           | Andrew J. Robinson                                    | červen 2000   |             |                   |                     | 2376              |

## Nečíslované romány
Dějově rozsáhlejší romány nebyly číslovány, v letech 1995–2008 vyšlo celkem 16 knih. Román Klingon je přepisem počítačové hry Star Trek: Klingon a kombinuje prvky Deep Space Nine a Nové generace. Součástí řady je též sbírka povídek The Lives of Dax o životě Daxe a jeho několika hostitelů, která je rovněž řazena do tzv. „relaunche“ Deep Space Nine.
| Anglický název                           | Autor                                     | Vydáno v USA  | Časový rámec děje            |
| ---------------------------------------- | ----------------------------------------- | ------------- | ---------------------------- |
| Warped                                   | K. W. Jeter                               | březen 1995   | 2369                         |
| Klingon                                  | Dean Wesley Smith, Kristine Kathryn Rusch | květen 1996   | 2370                         |
| Legends of the Ferengi                   | Ira Steven Behr, Robert Hewitt Wolfe      | srpen 1997    |                              |
| Day of Honor #2: Armageddon Sky          | L. A. Graf                                | září 1997     | 2372                         |
| The Captain's Table #3: The Mist         | Dean Wesley Smith, Kristine Kathryn Rusch | červenec 1998 | 2373                         |
| The Dominion War #2: Call to Arms        | Diane Carey                               | říjen 1998    | 2373–2374                    |
| The Dominion War #4: Sacrifice of Angels | Diane Carey                               | prosinec 1998 | 2374                         |
| The Lives of Dax                         | různí                                     | prosinec 1999 | 2075–2375                    |
| Millennium #1: The Fall of Terok Nor     | Judith a Garfield Reeves-Stevensovi       | březen 2000   | 2369, 2374, 2375, 2399       |
| Millennium #2: The War of the Prophets   | Judith a Garfield Reeves-Stevensovi       | březen 2000   | 2399                         |
| Millennium #3: Inferno                   | Judith a Garfield Reeves-Stevensovi       | duben 2000    | 2369, 2374, 2375, 2377, 2400 |
| Prophecy and Change                      | různí                                     | září 2003     | 2369–2375                    |
| Hollow Men                               | Una McCormack                             | duben 2005    | 2374                         |
| Terok Nor #1: Day of the Vipers          | James Swallow                             | březen 2008   | 2318–2328                    |
| Terok Nor #2: Night of the Wolves        | S. D. Perry, Britta Dennison              | duben 2008    | 2345–2357                    |
| Terok Nor #3: Dawn of the Eagles         | S. D. Perry, Britta Dennison              | květen 2008   | 2360–2369                    |

## „Relaunch“Deep Space Nine
Období po roce 2375, kdy se odehrává závěrečný dvojdíl „Co po sobě zanecháš“, je kvůli rozdílným osudům posádky stanice Deep Space Nine a kvůli završení dějového rámce celého seriálu označováno jako „relaunch“ (nový start). První dvojdílný román Avatar vyšel v roce 2001, zpětně sem ale byla řazena i sbírka povídek The Lives of Dax z roku 1999 a číslovaný román A Stitch in Time z roku 2000. „Relaunch“ doplňují crossoverové minisérie Destiny, Typhon Pact a The Fall, které kombinují postavy několika startrekovských knižních sérií. Vydávání řady dosud pokračuje.
| Anglický název                                                                                              | Autor                                         | Vydáno v USA  | Časový rámec děje |
| --- | --------------------------------------------- | ------------- | ----------------- |
| The Lives of Dax                                                                                            | různí                                         | prosinec 1999 | 2075–2375         |
| A Stitch in Time                                                                                            | Andrew J. Robinson                            | červen 2000   | 2376              |
| Avatar #1                                                                                                   | S. D. Perry                                   | květen 2001   | 2376              |
| Avatar #2                                                                                                   | S. D. Perry                                   | květen 2001   | 2376              |
| Section 31: Abyss                                                                                           | David Weddle, Jeffrey Lang                    | červenec 2001 | 2376              |
| Gateways #4: Demons of Air and Darkness                                                                     | Keith R. A. DeCandido                         | září 2001     | 2376              |
| Mission Gamma #1: Twilight                                                                                  | David R. George III                           | září 2002     | 2376              |
| Mission Gamma #2: This Gray Spirit                                                                          | Heather Jarman                                | září 2002     | 2376              |
| Mission Gamma #3: Cathedral                                                                                 | Michael A. Martin, Andy Mangels               | říjen 2002    | 2376              |
| Mission Gamma #4: Twilight                                                                                  | Robert Simpson                                | listopad 2002 | 2376              |
| Rising Son                                                                                                  | S. D. Perry                                   | leden 2003    | 2376              |
| The Left Hand of Destiny #1                                                                                 | J. G. Hertzler, Jeffrey Lang                  | duben 2003    | 2376              |
| The Left Hand of Destiny #2                                                                                 | J. G. Hertzler, Jeffrey Lang                  | květen 2003   | 2376              |
| Unity | S. D. Perry                                   | listopad 2003 | 2376              |
| Worlds of Deep Space Nine #1: Cardassia: The Lotus Flower / Andor: Paradigm                                 | Una McCormack / Heather Jarman                | červen 2004   | 2376              |
| Worlds of Deep Space Nine #2: Trill: Unjoined / Bajor: Fragments and Omens                                  | Andy Mangels, Michael A. Martin / J. Noah Kim | leden 2005    | 2376              |
| Worlds of Deep Space Nine #3: Ferenginar: Satisfaction is Not Guaranteed / The Dominion: Olympus Descending | Keith R. A. DeCandido / David R. George III   | leden 2005    | 2376              |
| Warpath | David Mack                                    | březen 2006   | 2377              |
| Fearful Symmetry                                                                                            | Olivia Woods                                  | červenec 2008 | 2377              |
| The Soul Key                                                                                                | Olivia Woods                                  | červenec 2009 | 2377              |
| The Never-Ending Sacrifice                                                                                  | Una McCormack                                 | srpen 2009    | 2370–2378         |
| Lust's Latinum Lost (and Found)                                                                             | Paula M. Block, Terry Erdmann                 | září 2014     | 2385              |
| The Missing                                                                                                 | Una McCormack                                 | prosinec 2014 | 2385              |

## Romány pro mladé čtenáře
V letech 1994–1998 vyšlo pro mladé čtenáře 12 číslovaných románů, které popisují příhody Jakea Siska a Noga, dvou mladíků na stanici Deep Space Nine.
| Číslo | Anglický název            | Autor                    | Vydáno v USA  | Časový rámec děje |
| ----- | ------------------------- | ------------------------ | ------------- | ----------------- |
| 1     | The Star Ghost            | Brad Strickland          | březen 1994   | 2369              |
| 2     | Stowaways                 | Brad Strickland          | duben 1994    | 2369              |
| 3     | Prisoners of Peace        | John Peel                | listopad 1994 | 2370              |
| 4     | The Pet                   | Mel Gilden, Ted Pedersen | prosinec 1994 | 2370              |
| 5     | Arcade                    | Diana G. Gallagher       | červenec 1995 | 2370              |
| 6     | Field Trip                | John Peel                | srpen 1995    | 2370              |
| 7     | Gypsy World               | Ted Pedersen             | únor 1996     | 2370              |
| 8     | Highest Score             | Kem Antilles             | červen 1996   | 2370              |
| 9     | Cardassian Imps           | Mel Gilden               | březen 1997   | 2370              |
| 10    | Space Camp                | Ted Pedersen             | červen 1997   | 2370              |
| 11    | Day of Honor: Honor Bound | Diana G. Gallagher       | říjen 1997    | 2373              |
| 12    | Trapped in Time           | Ted Pedersen             | únor 1998     | 1944, 2372        |